# Can Rui
Can Rui és una entitat de població del municipi de Cabra del Camp, Alt Camp. L'any 2023 tenia 23 habitants.
Es troba a tocar del Mas del Plata, a l'est del nucli urbà de Cabra, tot i que la serra Voltorera, que separa ambdós nuclis, fa més propers els nuclis del Pla de Santa Maria o del Pont d'Armentera que no pas el de Cabra.
El nom de Can Rui prové de la catalanització del nom d'un personatge de dibuixos animats que es va popularitzar a la televisió d'Espanya fa dècades i que es deia Ruy el pequeño cid, inspirat en la figura del mercenari castellà Rodrigo Diaz de Vivar, conegut com a el Cid Campeador.
Els promotors aprofitaren la popularitat del personatge per promocionar la venda de parcel·les.
L'entitat és gestionada per una junta de compensació, que impulsa, des de fa molts anys, la urbanització de la zona.
L'any 2010 el Comú de Cabra va aprovar el projecte de reparcel·lació pel que es reduïa l'àmbit de l'antiga zona urbanitzable i s'agrupaven els terrenys per facilitar-ne la urbanització. També es va aprovar el projecte d'urbanització, que està pendent d'execució (octubre 2011).